# Pablo Sánchez
Pablo Andrés „Vitamina” Sánchez (ur. 3 stycznia 1973 w Rosario) – argentyński piłkarz pochodzenia włoskiego występujący na pozycji ofensywnego pomocnika, trener piłkarski.